# Église de Luther à Turku
Pour les articles homonymes, voir Église de Luther.
L'église de Luther (en finnois : Lutherin kirkko) est un édifice religieux situé dans le quartier VII à Turku en Finlande,.

## Présentation
L'église de Luther est le lieu de rencontre de la branche de Turku de l'Association évangélique luthérienne de Finlande (fi) (SLEY).
L'édifice a été conçu par Tauno Salo et Olavi Heikkilä, et il a été inauguré par l'archevêque Martti Simojoki le 10 avril 1967. 
Le bureau régional de Finlande propre de la SLEY est aussi situé dans les locaux de l'église,.
La nef peut accueillir 345 personnes et au total, l'église peut accueillir 560 personnes.
L'église organise des offices hebdomadaires et des soirées pour les jeunes,.
Le festival Maata näkyvissä -festarit (fi) de 1988 a été organisé dans l'église de Luther.
Dans le même îlot urbain, du côté sud-est de l'église de Luther, se trouve l'église Béthel . 
Les deux églises sont reliées par un sentier menant de Puutarhakatu à Yliopistonkatu.